# Kunnersdorf auf dem Eigen
Kunnersdorf auf dem Eigen (amtlich Kunnersdorf a. d. Eigen) im sächsischen Landkreis Görlitz ist seit 1957 Ortsteil von Bernstadt auf dem Eigen. Der Namenszusatz bezieht sich auf die historische Region des Eigenschen Kreises.

## Geographie
Kunnersdorf a. d. Eigen grenzt westlich direkt an Bernstadt a. d. Eigen. Der Ort zieht sich entlang des Pließnitztals zwischen Bernstadt a. d. Eigen im Osten und Rennersdorf/O.L. im Westen. Die Siedlungsfläche liegt auf einer Höhe von 220 bis 238 m ü. NN, der höchste Punkt innerhalb der 7,72 Hektar großen Flur ist der 279 Meter hohe Friedrichstein sowie der an Rennersdorf/O.L. grenzende Heideberg mit 294 Meter.

## Geschichte

### Bevölkerungsentwicklung
Einer Pest fielen 1625 fast alle Einwohner zum Opfer, angeblich bis auf einen einzigen Mann.
| Jahr | Einwohner |
| ---- | --------- |
| 1834 | 712       |
| 1871 | 740       |
| 1890 | 551       |
| 1910 | 658       |
| 1925 | 710       |
| 1939 | 657       |
| 1946 | 801       |
| 1950 | 927       |
| 2013 | 421       |

Im Jahr 1925 waren von 710 Einwohnern 627 evangelischen (88,3 %), 56 katholischen (7,9 %) und 27 anderen (3,8 %) Glaubens.

### Ortsname
Urkundlich belegte Formen des Ortsnamens sind Conradesdorph (1306), Cunradisdorf apud Bernhardisdorf  (1312), Cunradisdorf (1374/1382), Cunirstorff (1430), Kunersdorff auffm eigenn (1554), Kunnerßdorf bey Bernstadt (1768) und Cunnersdorf a. d. Eigen (Kunnersdorf) (1875).
Ein Ritter mit dem Namen Ritter Konrad (wahrscheinlich von Schönburg oder von Baruth) kommt nach langer Reise mit 10 oder 15 Siedlerfamilien in die Gefilde des heutigen Kunnersdorf. Er findet hier sehr gute Bedingungen vor und beschließt hier zu bleiben. Konrad reist nach Meißen und berichtet dem Bischof, dem Herren über dieses Gebiet, von seinem Vorhaben. Dieser Bischof ist froh, einen neuen Vasallen gefunden zu haben und übergibt ihm feierlich das Land als Lehn. Konrad kehrt zurück und ihm zu Ehren und aus Dankbarkeit für seine Mühen werden die Siedler ihren Ort „Konradsdorf“ taufen.

### Verwaltungszugehörigkeit
1777–1843: Bautzener Kreis, 1843–1856 Landgerichtsbezirk Löbau, 1856–1875 Gerichtsamt Bernstadt, 1875–1952: Amtshauptmannschaft Löbau, 1952–1994: Kreis Löbau (Landkreis Löbau), 1994–2008: Landkreis Löbau-Zittau, seit 2008: Landkreis Görlitz.

## Sehenswürdigkeiten
- das Pließnitztal (einige Fachwerkhäuser)
- Kleine katholische Kirche „St. Nikolaus“
- Reste der ehemaligen Schmalspurbahn Herrnhut–Bernstadt

## Freizeit- und Sportanlagen
- Sporthalle Pließnitztal
- Jugendclub am Schweizberg

## Sicherheit
- Die im Jahr 1898 gegründete Freiwillige Feuerwehr Kunnersdorf sorgt für den abwehrenden Brandschutz und die allgemeine Hilfe insbesondere auf örtlicher Ebene.

## Persönlichkeiten
- Aloys Scholze (1893–1942) aus Dresden war ein katholischer Priester und Gegner des Nationalsozialismus. Von 1929 bis 1931 hatte er seine erste Pfarrstelle in Kunnersdorf. Er verstarb im KZ Dachau, seine Urne wurde 2011 im Rahmen der Seligsprechung Alois Andritzkis vom Alten Katholischen Friedhof in Dresden in die Katholische Hofkirche überführt.
- Der gebürtige Kunnersdorfer Karl Eifler (1896–1974) war ein Kunstlehrer in mehreren Orten der Oberlausitz und später freischaffender Porträt-, Landschafts- und Genremaler im Südosten Berlins.
- Der in Kunnersdorf lebende Heimatforscher Peter Schöne ist seit 1960 Ortschronist, war 1986 Mitbegründer des Heimatmuseums Bernstadt und erhielt 2002 das Ehrenbürgerrecht der Stadt Bernstadt a. d. Eigen zugesprochen.[5]

## Verkehr
Durch Kunnersdorf führt die Kreisstraße 8613.
Der Ortsteil ist an den öffentlichen Nahverkehr angebunden. Die Buslinie 67 von Regionalbus Oberlausitz bedient ihn mit drei Haltestellen: Katholische Kirche, Herrnhuter Straße und Am Kräppl.

## Sonstiges
Im Ort ist das Unternehmen Euroimmun mit einer Niederlassung sowie einem Betriebskindergarten ansässig.